# Postanaler Schwanz
Der postanale Schwanz ist ein hinter dem After gelegener und (ursprünglich) der Fortbewegung im Wasser dienender muskulöser Schwanz. An Land übernimmt er bei vielen Tieren noch eine Balance- (z. B. bei Katzen) und/oder Greiffunktion (z. B. bei Primaten).
Er ist eines der vier Synapomorphien (gemeinsam abgeleitete Grundbauplanmerkmale) der Chordatiere.
Er grenzt sie als Monophylum von dem am nächsten verwandten Stamm der Echinodermata (Stachelhäuter) und den anderen Tierstämmen ab, da sich deren Verdauungstrakt meist über die gesamte Körperlänge erstreckt und der After am Schwanzende mündet.
Beim Menschen ist ein postanaler Schwanz adult in den meisten Fällen zurückgebildet (Steißbein), er tritt allerdings embryonal auf (Hinweis auf dessen evolutionäre Herkunft).